# Ligist
Ligist est une commune autrichienne du district de Voitsberg en Styrie.

## Personnalités
- Marianna Salchinger (1974-), skieuse